# The Old Chisholm Trail
The Old Chisholm Trail est une chanson de cowboy qui remonte aux années 1870, période à laquelle c'était l'une des chansons les plus populaires chantées par les cowboys.

## Paroles
Les paroles sont basées sur un chant lyrique anglais de 1640, elles ont été adaptées au parler cowboy et parlent de la piste Chisholm.

## Enregistrements
The Old Chisholm Trail a été enregistré par de nombreux chanteurs populaires américains, dont Gene Autry, Roy Rogers, Bing Crosby, Randy Travis, ou Michael Martin Murphey. Elle a également été enregistrée par Yodelin' Slim Clark en 1957